# Emmanuel Hiel

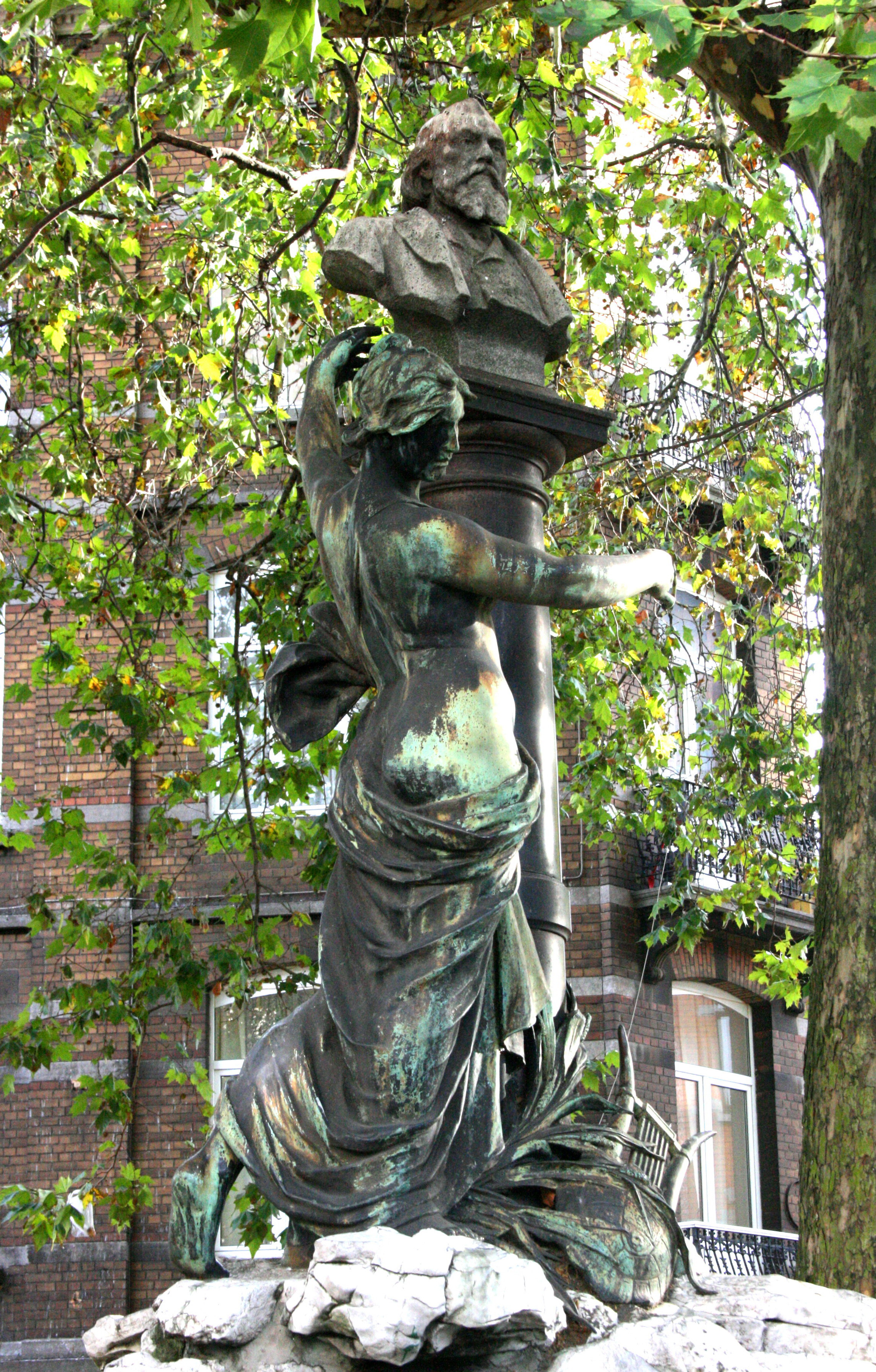
Borstbeeld van Emmanuel Hiel, Poggeplein, Schaarbeek

Emmanuel Hiel, soms ook wel aangeduid als Emanuel Hiel (Sint-Gillis-bij-Dendermonde, 30 mei 1834 - Schaarbeek, 27 augustus 1899) was een Vlaams dichter en schrijver.
Hiel liep school in zijn geboorteplaats. Hij opende een boekhandel, uitsluitend voor de 'Vlaamsche taal' wat in die periode bepaald moedig was. Hij schreef en vertaalde vele liederen en was schrijver van symfonische gedichten. Zijn boekhandel ging echter failliet en hij werd tolbeambte te Brussel en daarna ambtenaar bij het ministerie van Binnenlandse Zaken. In 1869 werd hij bibliothecaris van het Koninklijk Nijverheidsmuseum en was ondertussen ook hoogleraar in de Nederlandse voordracht bij het Koninklijk Conservatorium te Brussel geworden.
Hiel had grote invloed op de West-Vlaamse toondichter Peter Benoit (1834-1901), die op zijn beurt een invloedrijke ijveraar was voor de volkse eigenheid van Vlaanderen dat een moeilijke tijd doormaakte om zijn cultuur levendig te houden.
Peter Benoit sprak als volgt over zijn medewerker Hiel: "Hij laat mij veel te doen over. Hij verheft mij op eenen berg, werpt mij in eenen afgrond en zegt: Trek er U nu maar uit zooals gij kunt! Dat prikkelt mij, spoort mij aan en doet de tonen en noten mij uit alle poriën zijpelen!"
Hiel was lid van de vrijmetselaarsloge Les Amis Philanthropes in Brussel. Hiel behoorde ook tot de kring van vooruitstrevende, Vlaamsgezinde en vrijzinnige Brusselse liberalen in de tweede helft van de 19e eeuw. Net als Karel Buls, Michiel Van der Voort, Charles De Coster, Eugène Van Bemmel, Armand de Perceval was hij lid van Vlamingen Vooruit!. In 1873 werd met financiële en logistieke steun van Les Amis Philanthropes onder impuls van Hiel de eerste Brusselse Willemsfondsafdeling opgericht. In 1879 richtte Hiel de afdeling Schaarbeek-Sint-Joost op. Het Willemsfonds Schaarbeek-Evere heet vandaag nog steeds de Emanuel Hielafdeling. Hiel was ook politiek geëngageerd bij de Liberale Partij. Hiel was kortstondig gemeenteraadslid in Schaarbeek. Hij werd ook gevraagd om te zetelen in de gemeentelijke commissie belast met het vertalen van de Franstalige naamborden en pleinen om er tweetalige borden van te maken. Ook burgemeester Karel Buls vroeg Hiel een gelijkaardige oefening voor de straatnaamborden in Brussel (stad) te maken.

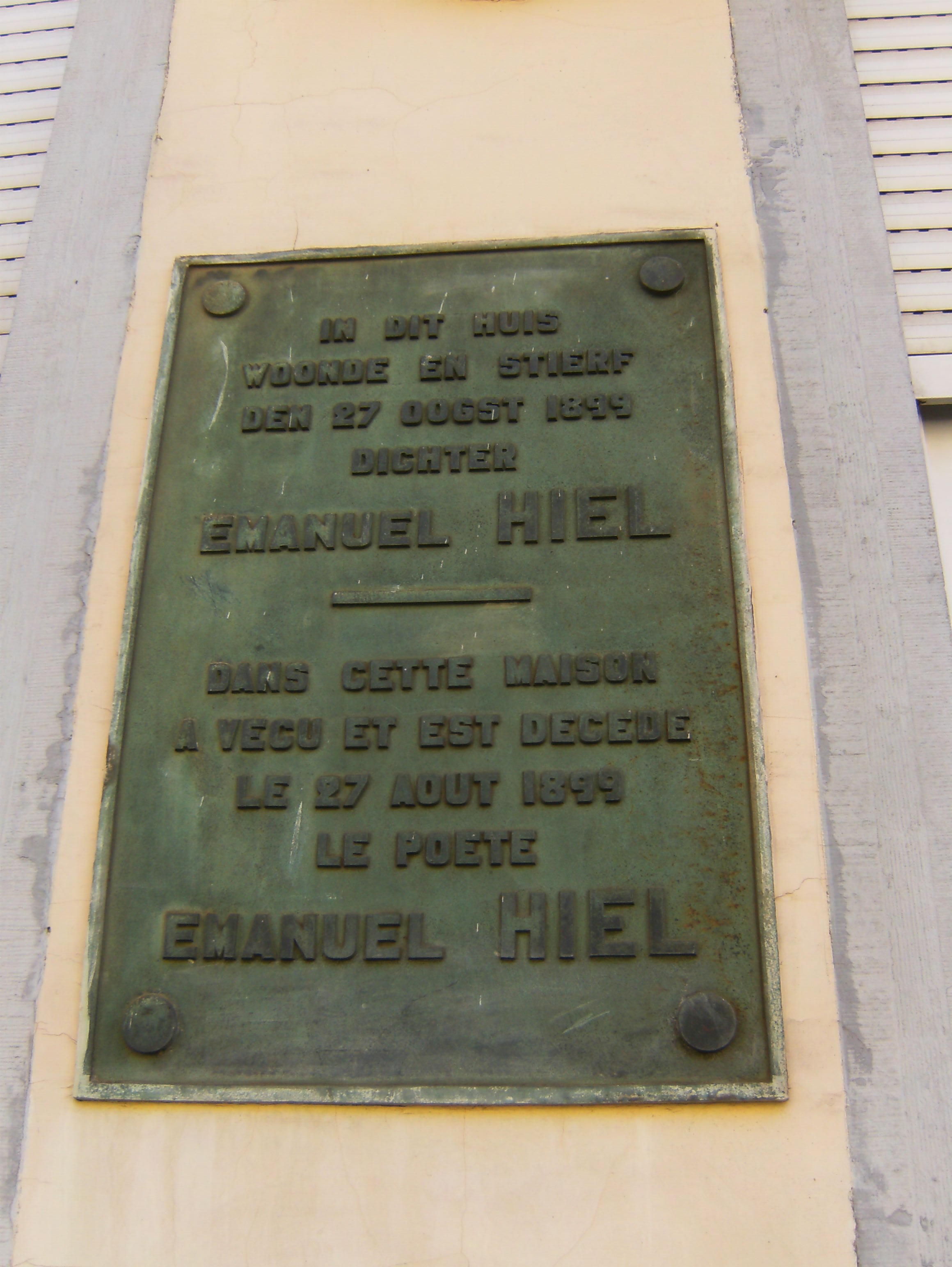
Plaat op het huis van Emmanuel Hiel te Schaarbeek

Emmanuel Hiel was een opgemerkt figuur in Schaarbeek. In tal van spotprenten in Brusselse kranten wordt zijn reputatie als caféganger in de verf gezet. Hij overleed op 65-jarige leeftijd in Schaarbeek. Op het Poggeplein werd in 1907 een buste van Hiel ingehuldigd. Een beeld van kunstenaar Emile Namur. Er werd een straat in de buurt van het gemeentehuis naar hem genoemd en er staat een gedenkplaat aan zijn huis in Schaarbeek op de Maarschalk Fochlaan, nabij het gemeentehuis. Het Koninklijk Atheneum van Schaarbeek kreeg ook zijn naam. Ook in Ronse, Gent, Knokke en zijn geboortegemeente Sint-Gillis-bij-Dendermonde zijn er straten vernoemd naar hem.
Zijn patriottische liederen (o.a. Belgenland en Eer Belgenland) werden gewaardeerd.

## Werken
- Looverkens (1859)
- Nieuwe liedekens (1861)
- Gedichten (1863)
- Lucifer (1865)
- De wind (1865)
- De Schelde (1867)
- Gedichten (1868)
- De liefde in het leven (1870)
- Psalmen, zangen en oratoria (1870)
- Gedichten (1874)
- Jan Borluut (1875)
- Bloemeken (1876)
- Hymnus aan de schoonheid (1882)
- Historische zangen (1885)
- Flandrialiederen voor ons volk (1886)
- Monodramen en andere gedichten (1893)
- Symfonieën en andere gezangen (1894)
- Droomerijen (1895)

## Over Hiel
- Emanuel Hiel (1834-1899), dichter en flamingant tussen Dender en Zenne, Dr. Emiel Willikens, Willemsfonds Brussels Hoofdstedelijk Gewest, (1984)
- Emanuel Hiel. Essay over de emancipatie van de Vlamingen te Brussel, Alistair Dempsig, Willemsfonds Schaarbeek-Evere/Liberaal Archief, (2011)